# Дюмон, Жак
Жак Дюмон по прозванию Римлянин (фр. Jacques Dumont le Romain; 10 мая 1701, Париж — 17 февраля 1781, Париж) — французский живописец академического направления. Романист. C 1752 года ректор Королевской академии живописи и скульптуры в Париже. Член большой художественной семьи.

## Семья художников Дюмон
Дюмон — большая семья потомственных французских художников из Валансьена. Глава семьи — Пьер Дюмон (1660—1737), скульптор «большого стиля» эпохи короля-солнце Людовика XIV. Его старший сын — Франсуа Дюмон (1687—1726) также стал скульптором. Младший сын — живописец Жак Дюмон (1701—1781), прозванный «римским». В этой семье Жак Дюмон был единственным значительным живописцем. Сын Франсуа Дюмона — Эдме Дюмон (1720—1775) — скульптор, сын Эдме — Огюст Дюмон (1801—1884) — также стал скульптором. Известны и другие художники, члены этой семьи.
Среди однофамильцев (или родственников ?) выделяется Жан-Жозеф Дюмон — живописец и рисовальщик-картоньер шпалер, работавший в стиле рококо.

## Биография Жака Дюмона
Жак родился в 1704 году в Париже. Первые уроки получил от отца. Поступил в Королевскую академию живописи и скульптуры в Париже, в мастерскую Антуана Ле Беля (1705—1793).
В начале 1720-х годов Дюмон уехал в Италию, в Рим, чтобы завершить свое художественное образование. В 1725 году вернулся в Париж, в 1727 году впервые выставил свои произведения в Парижском салоне, а в 1728 году стал членом Королевской академии живописи и скульптуры.
В 1747 году Шарль-Франсуа-Поль Ленорман де Турнем, директор Королевских построек (Bâtiments du roi), организовал конкурс произведений живописи. Картины были выставлены в галерее Аполлона Луврского дворца. Жак Дюмон принял участие в конкурсе картиной «Муций Сцевола перед Порсеной» вместе с десятью другими художниками, включая Шарля Антуана Куапеля и Коллена де Вермона. В 1749 году Ленорман де Турнем заказал Жаку Дюмону две картины для украшения гостиной замка Мюэтт в Париже (ныне хранятся в Лувре).
Дюмон известен в основном картинами исторического жанра, но он писал также портреты и картины бытового жанра. Так писатель, художник и историограф Франсуа-Леандр Реньо-Делаланд, как и Анри Беральди, приписывает Жаку Дюмону несколько картин сатирического жанра.
Жак Дюмон был также гравёром, создавал офорты по мотивам собственных живописных картин. С 1731 по 1755 год Жак Дюмон работал рисовальщиком картонов для шпалер на мануфактуре Обюссон. С января по апрель 1749 года он был директором Королевской школы привилегированных учеников (l'École royale des élèves protégés).
C 1752 года был ректором Королевской академии. Скончался в Париже в 1781 году. Среди его учеников был Луи-Жозеф Ле Лоррен.
Ещё со времён Екатерины Великой творчество Дюмона привлекало внимание любителей искусства в России. Императрица узнала о художнике, вероятно, из описаний ежегодных Салонов в Париже в письмах Дидро, который в целом скептически относился к академическим аллегориям работы Дюмона. Отмечая отдельные удачные, но также и «нелепые» фигуры в произведениях Дюмона, Дидро писал об одной из картин, «Аллегория в честь опубликования Экс-ла-Шапельского мира 13 февраля 1749 года»:

 «Контраст между античными и современными фигурами заставляет думать, что эта картина состоит из двух, прилаженных друг к другу: первая написана в наши дни, а вторая — несколько тысячелетий тому назад. Аббат Галлиани разрезал бы это полотно ножницами на две половины: на одной остались бы все пошлые и смешные персонажи, на другой — античные, вполне сносные… Художник замахнулся на грандиозный замысел, но привести его в исполнение не сумел»
Некоторые произведения Дюмона-Римлянина ныне хранятся в российских музейных собраниях. В санкт-петербургском Эрмитаже имеется картина Дюмона «Странствующий музыкант», а парная к ней: «Нищенка с детьми» — в Музее изобразительных искусств имени А. С. Пушкина в Москве.
Среди современников Дюмон был известен едкими остротами и пренебрежительным отношением к собственным коллегам. Так, когда другие академики отказали в приёме в члены академии некоему Ле Басу, Дюмон, поддерживавший его кандидатуру, обратившись к своим оппонентам, воскликнул: «Даже засунув кисточку себе в ****, Ле Басс напишет ей картины лучше вас».

## Галерея

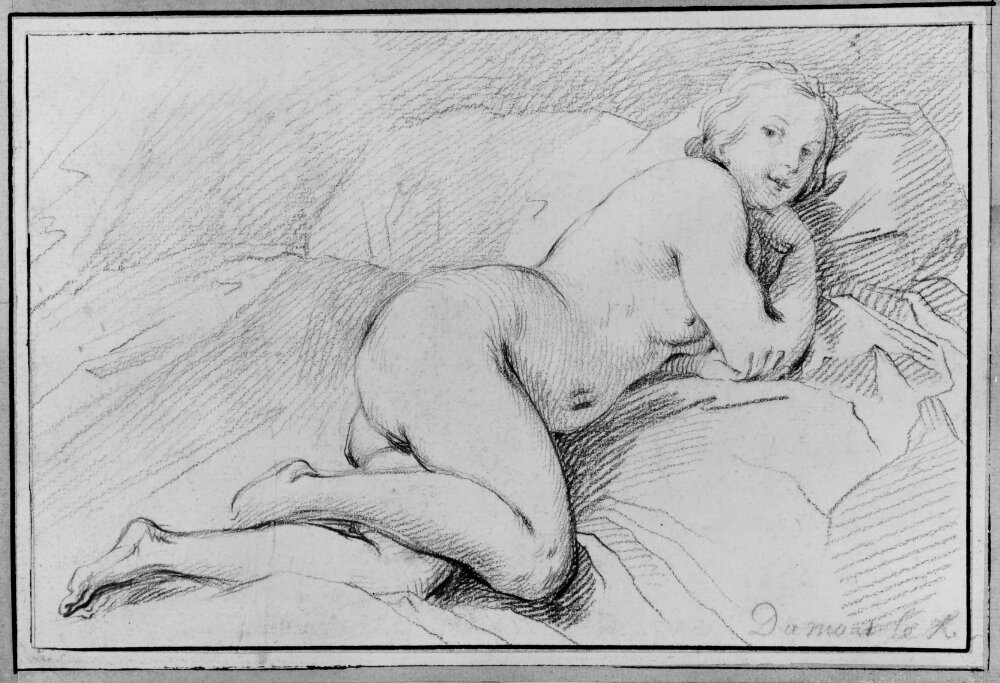
Этюд отдыхающей женщины. Бумага, итальянский карандаш. Национальный музей Швеции, Стокгольм
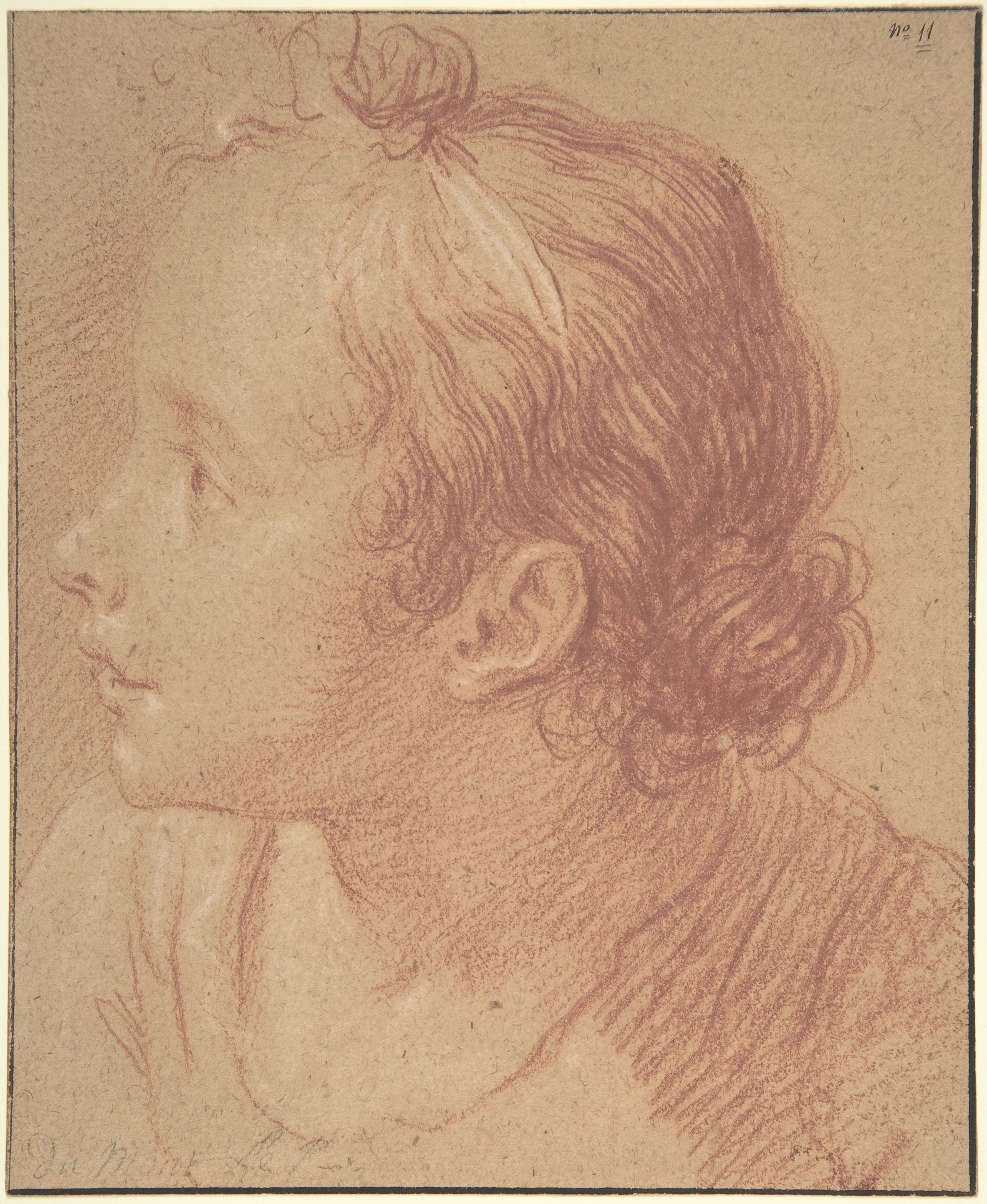
Голова молодой девушки. Тонированная бумага, сангина, мел. Метрополитен-музей, Нью-Йорк
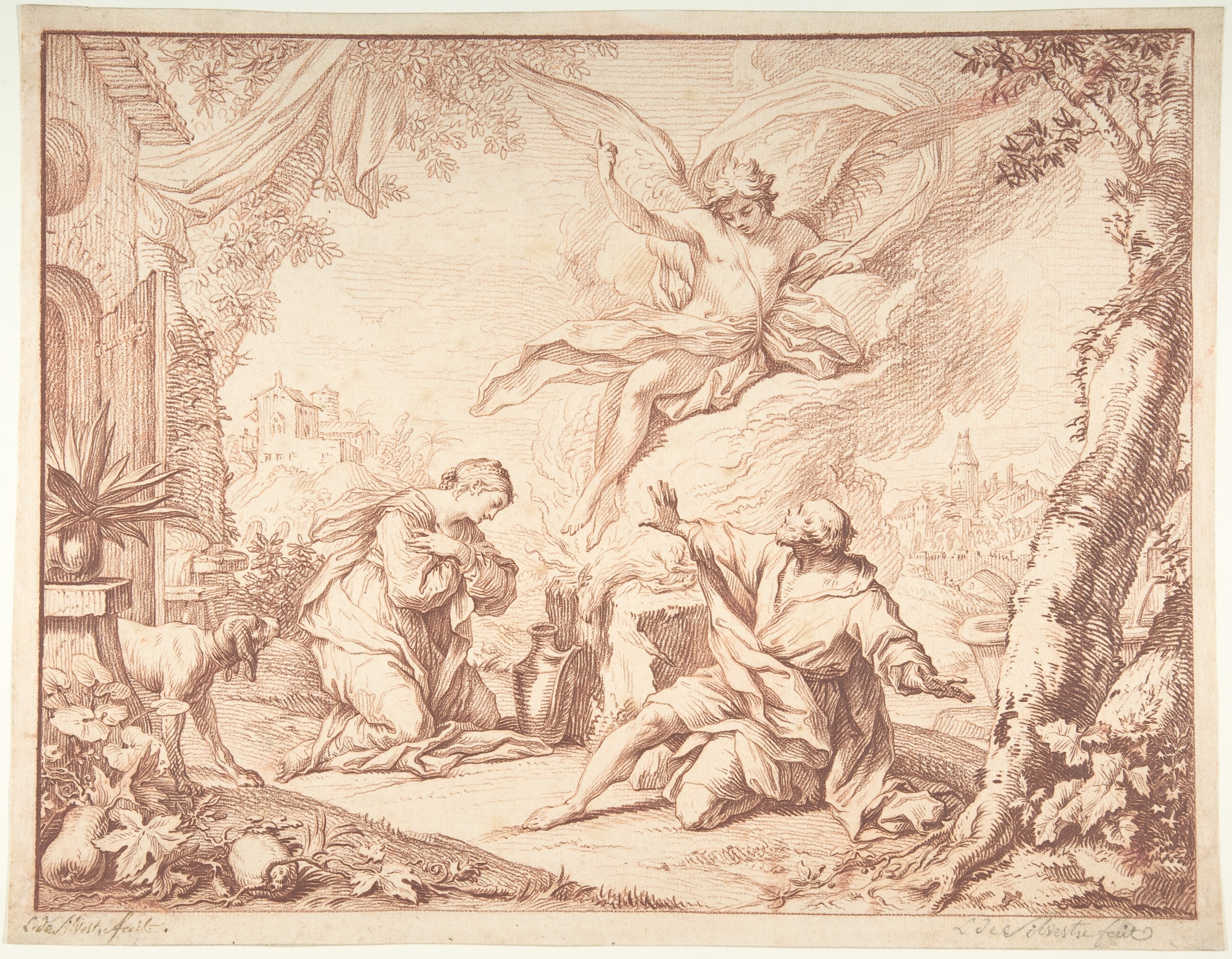
Жертвоприношение Маноя. Бумага, сангина. Метрополитен-музей, Нью-Йорк
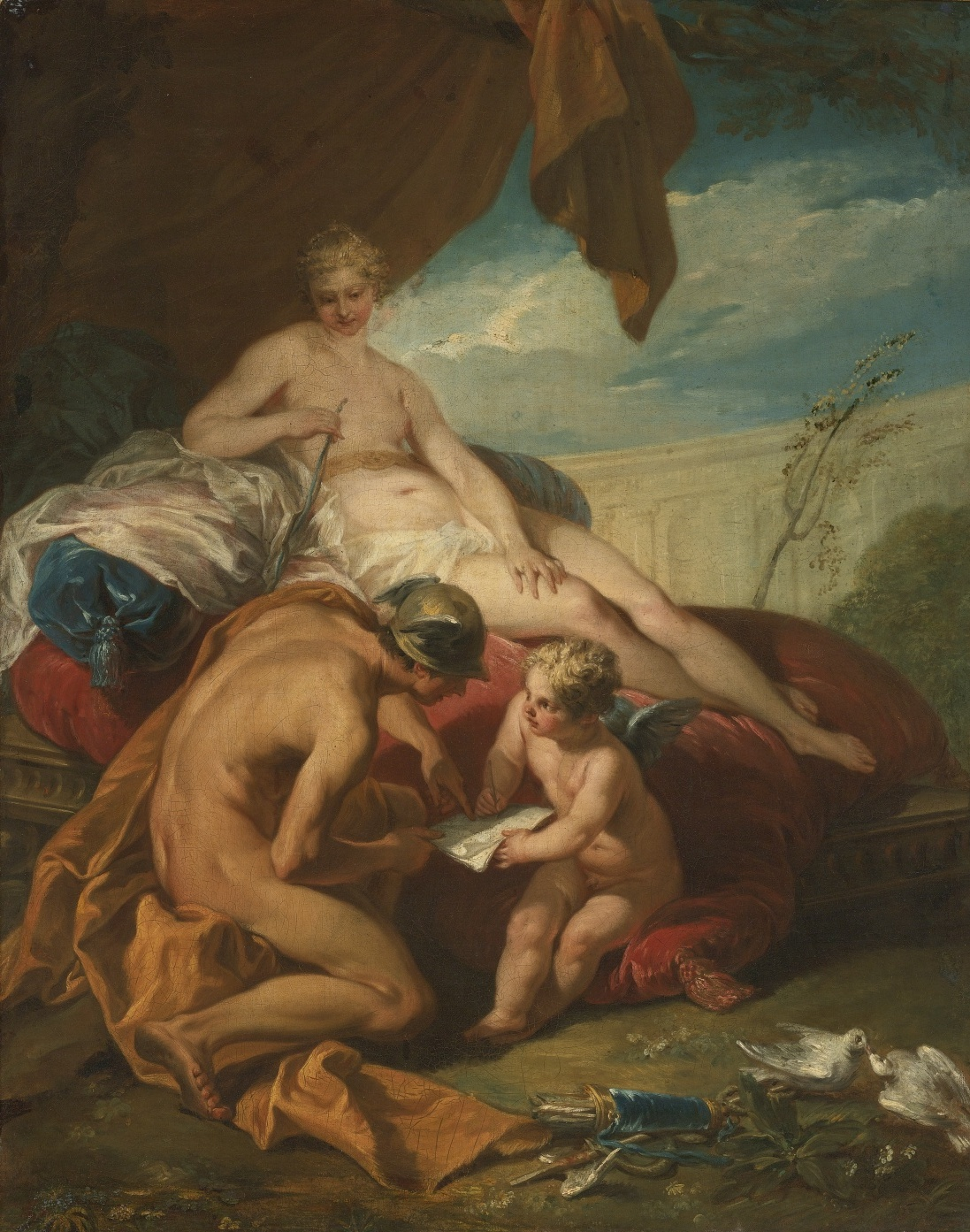
Гермес и Венера обучают Купидона, частное собрание
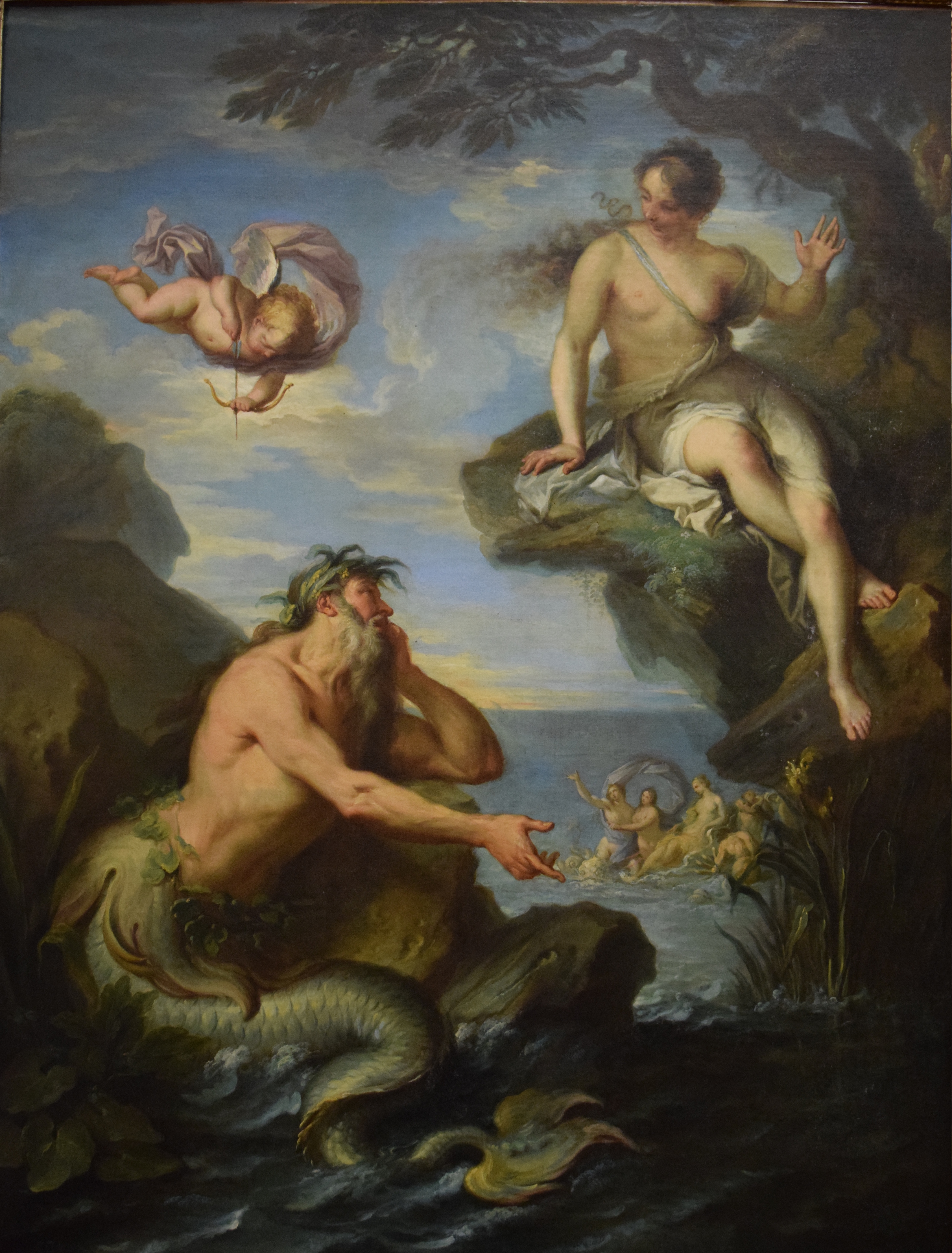
Главк и Скилла. Музей изящных искусств (Труа)
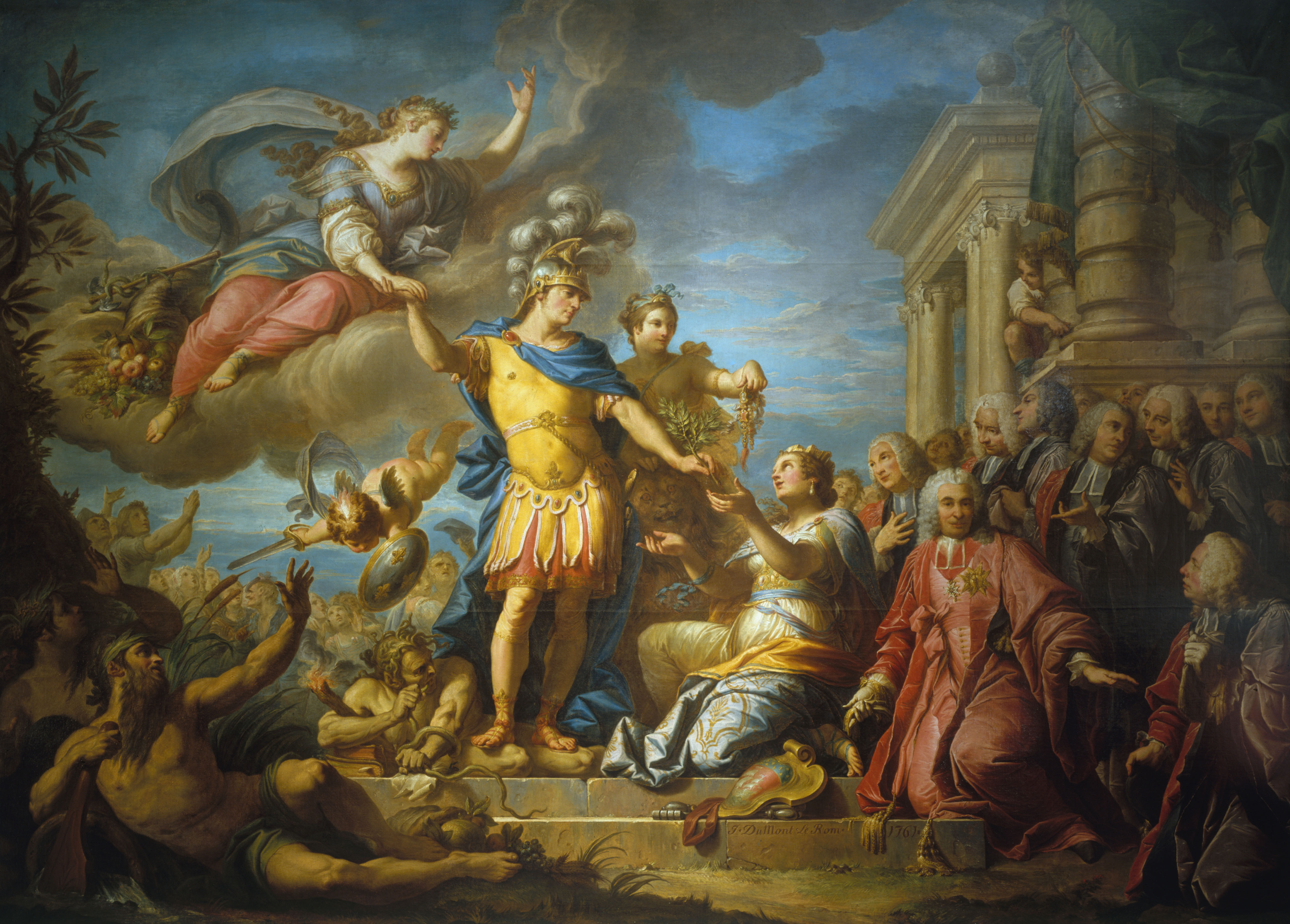
Аллегория на заключения мира по итогам Войны за австрийское наследство 13 февраля 1749 года. 1761, Музей Карнавале, Париж
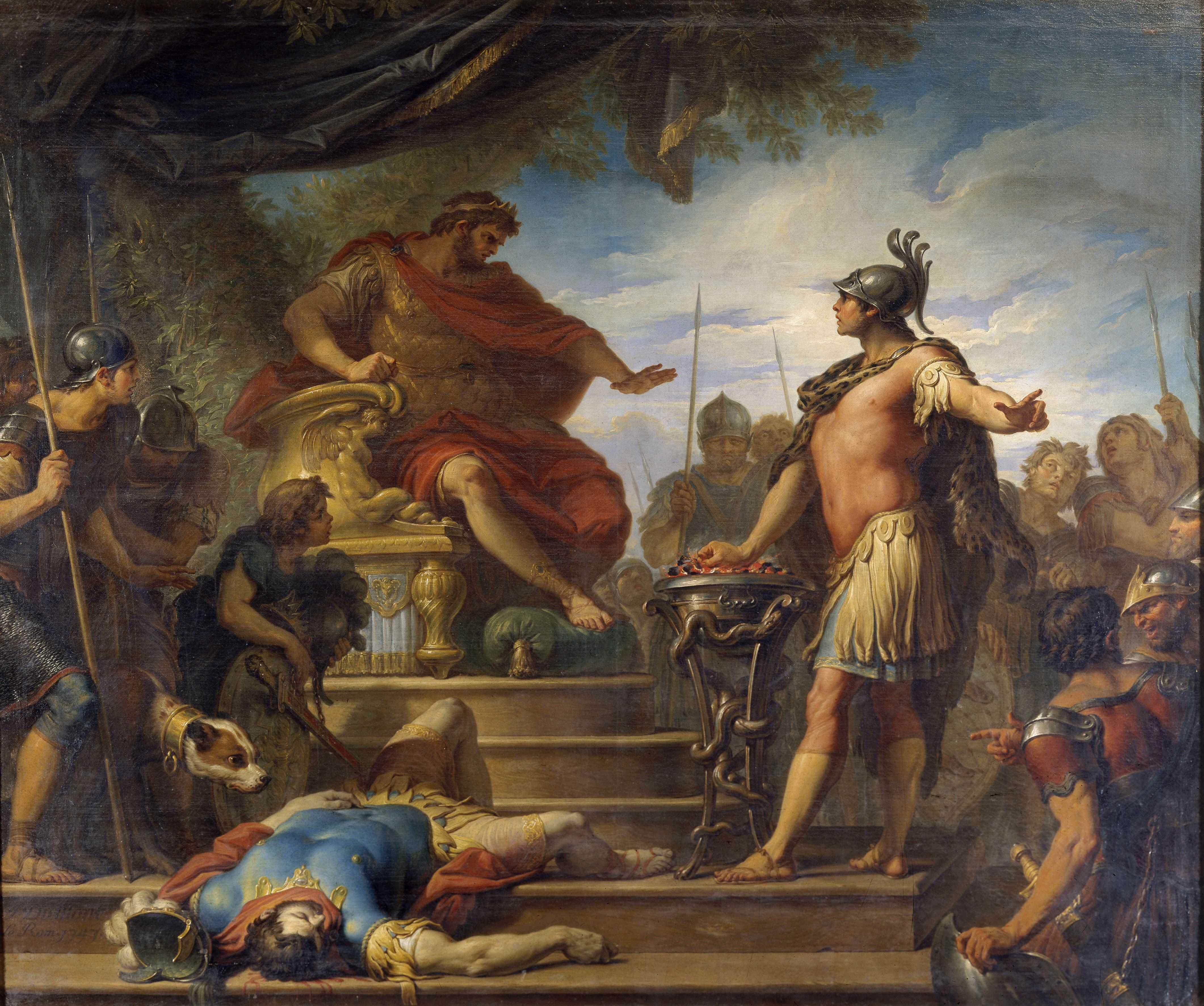
Гай Муций Сцевола перед Порсеной. 1747, Музей изящных искусств и археологии, Безансон
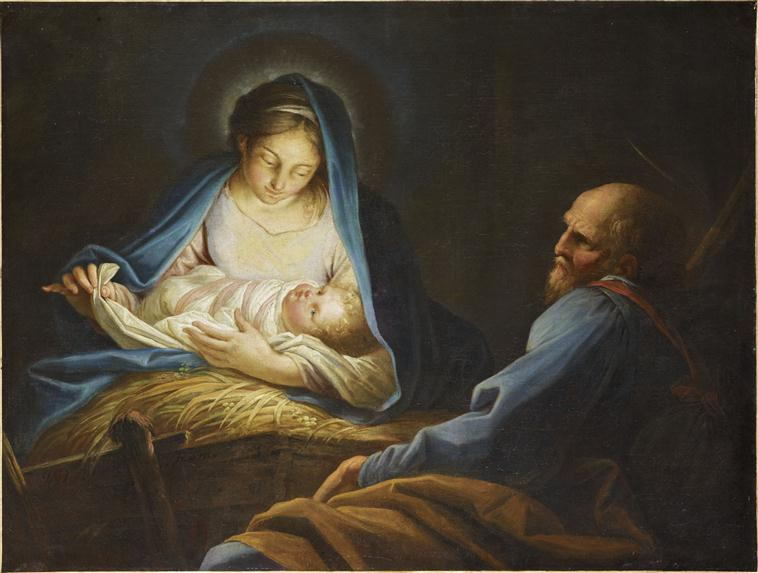
Рождество Христово, Музей Конде (замок Шантийи)
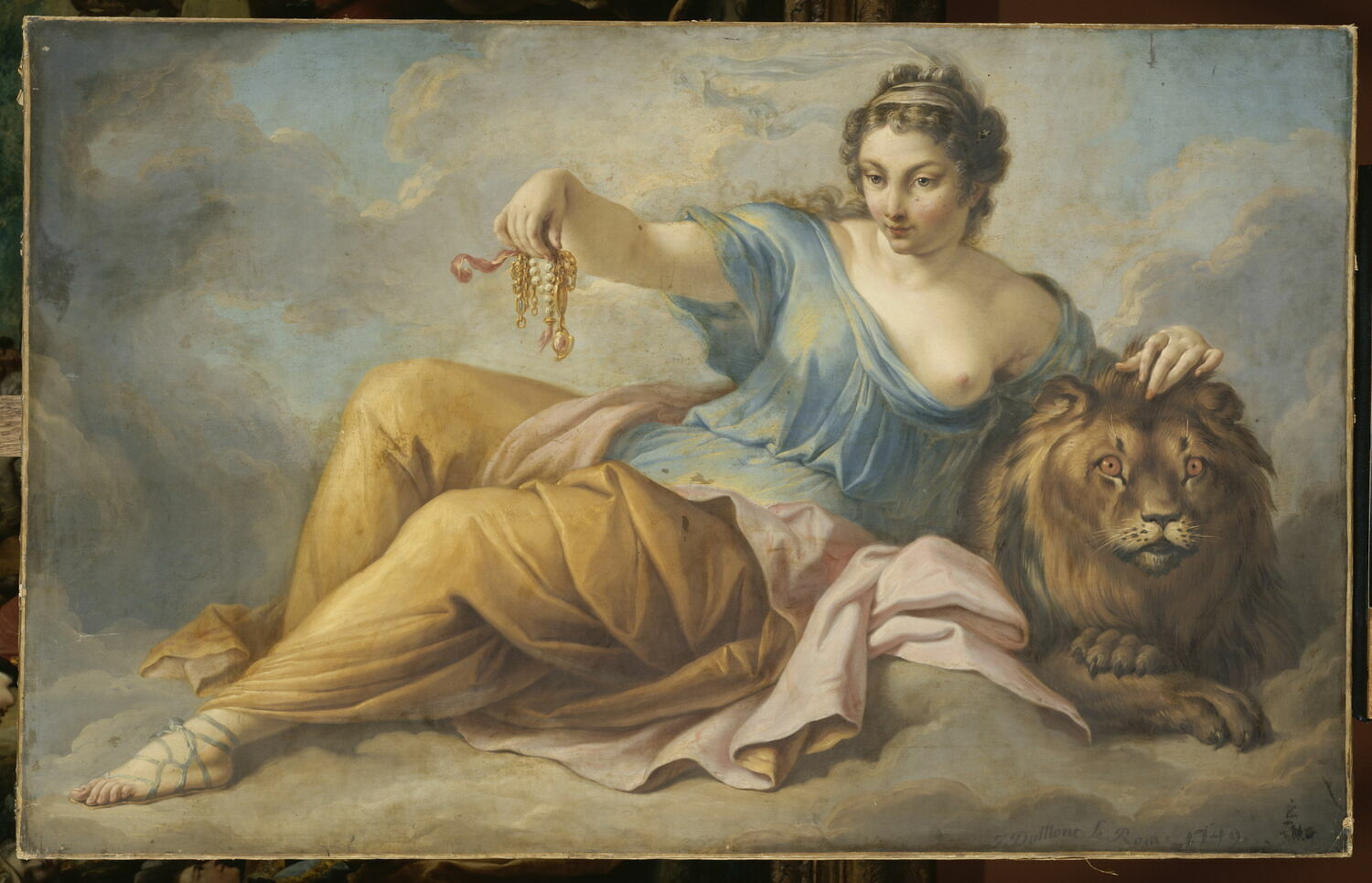
Аллегория Щедрости. 1749, Лувр, Париж
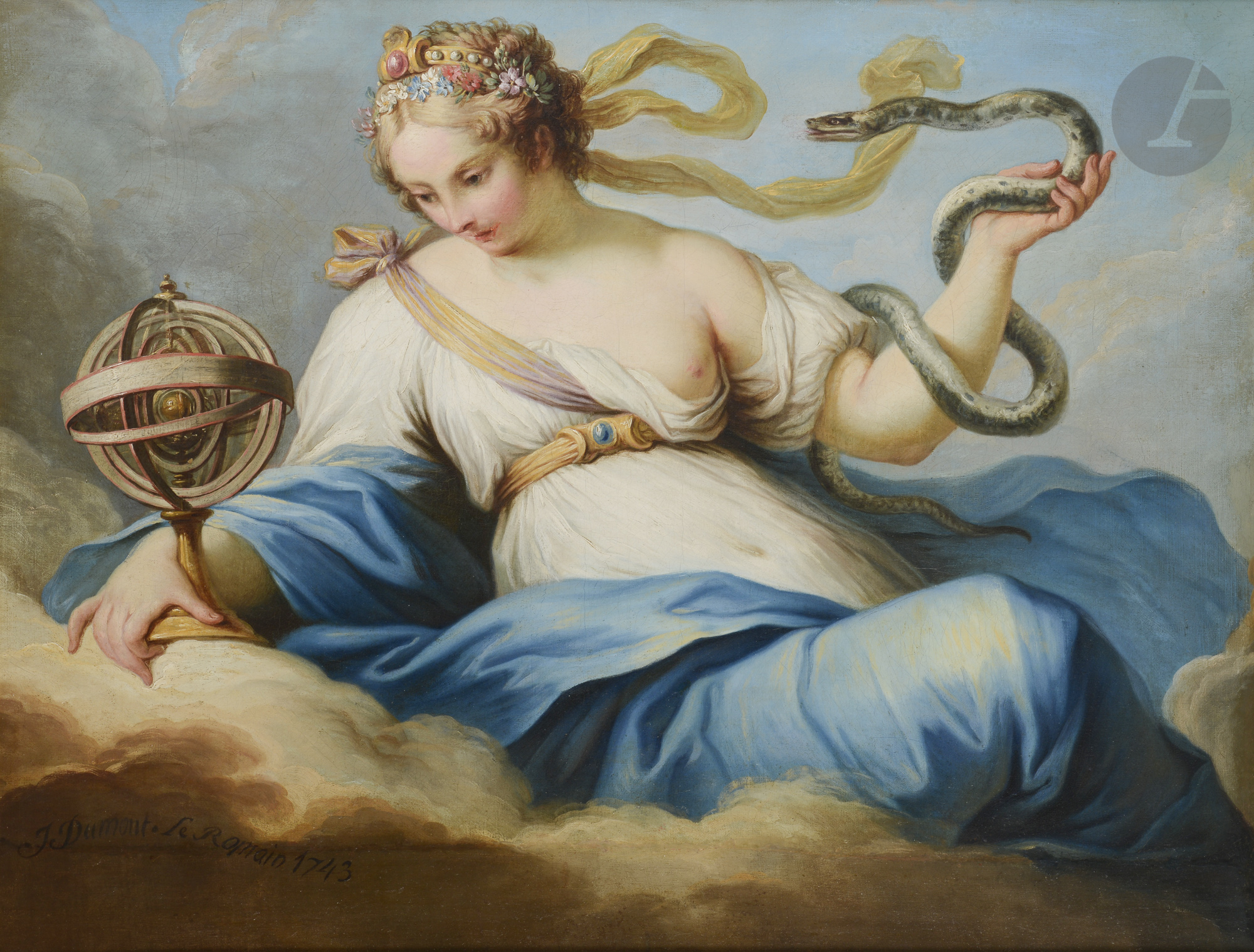
Аллегория Астрологии. 1743. Версаль
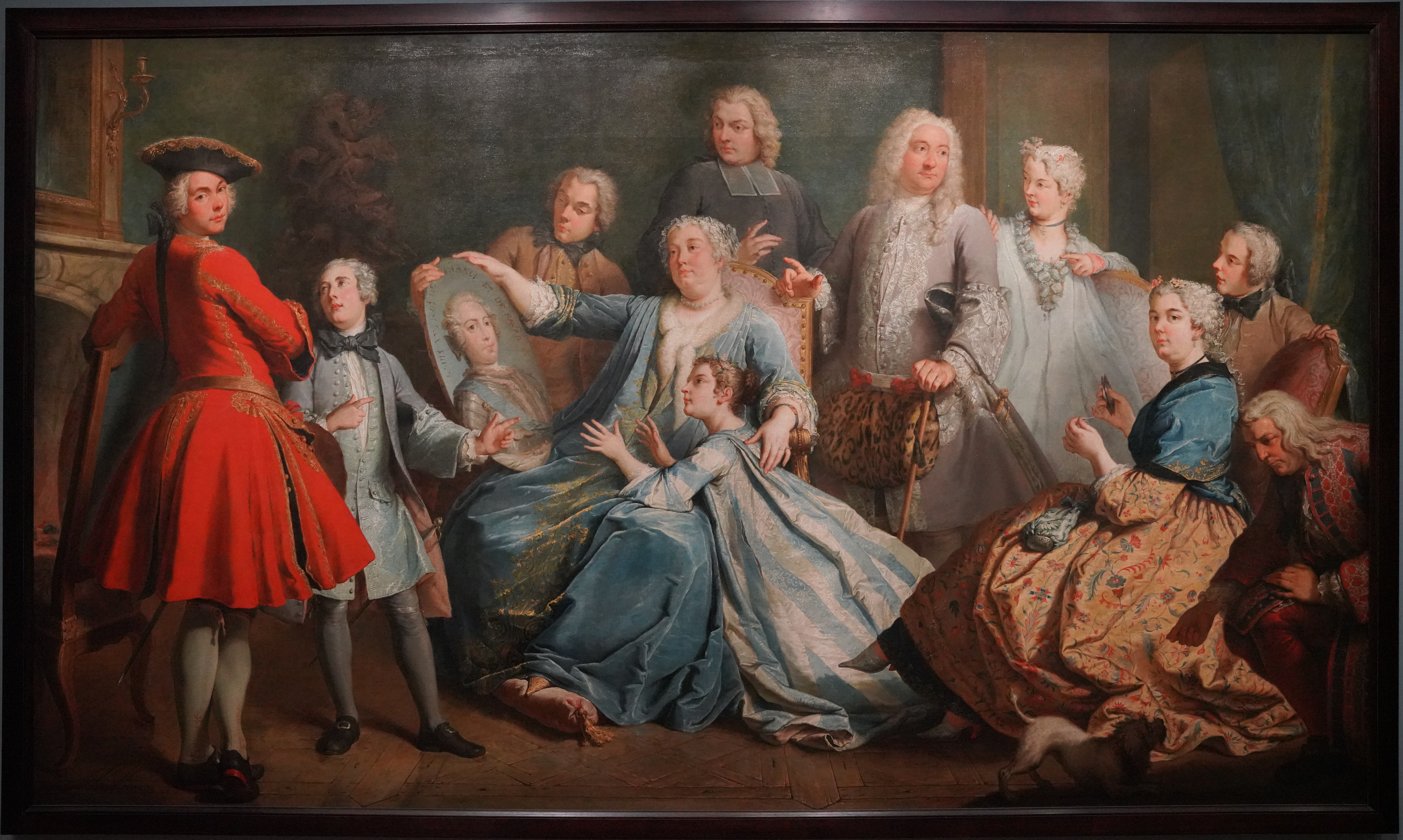
Мадам Мерсье (няня короля Людовика XV) среди членов своей семьи. Версаль.
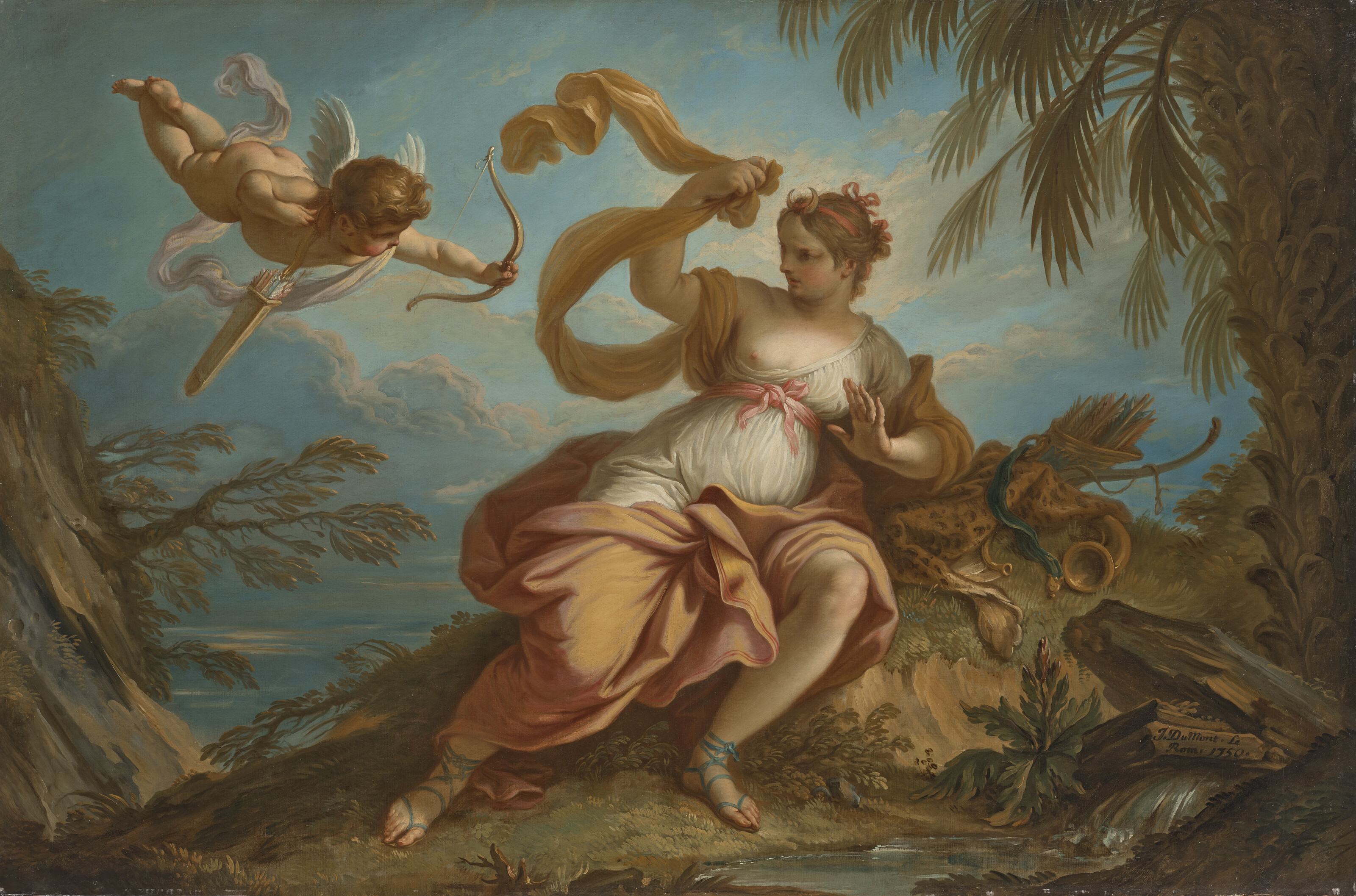
Диана и Купидон. 1750. Холст, масло. Частное собрание